# 赛葵属
赛葵属（学名：Malvastrum）是锦葵科下的一个属，为草本或亚灌木植物。该属共有约12种，分布于美洲。
属名Malvastrum由属名malva（锦葵属）+aster（相似的）合成。